# فهرست میراث جهانی در جمهوری آذربایجان
میراث جهانی در جمهوری آذربایجان شامل ۴ اثر فرهنگی و یک اثر طبیعی در جمهوری آذربایجان می‌باشد. جمهوری آذربایجان ۱۶ دسامبر ۱۹۹۳ به این کنوانسیون پیوست و تا سال ۲۰۲۰ افزون بر ۳ مکان ثبت شده، ۱۰ سایت نیز از این کشور در فهرست آزمایشی قرار گرفته است. تنها سایت طبیعی این کشور جنگل هیرکانی مشترک با کشور ایران ثبت شده است.
سایت‌های میراث جهانی سازمان آموزشی، علمی و فرهنگی ملل متحد، یونسکو مکان‌هایی هستند که دارای اهمیت فرهنگی یا طبیعی هستند. همان‌طور که در پیمان‌نامهٔ میراث جهانی یونسکو، که در سال ۱۹۷۲ تأسیس شده، شرح داده شده است. طبق کنوانسیون یونسکو هر اثری پس از ثبت توسط این کمیته باید از سوی کشور نگهدارندهٔ اثر، مورد توجه ویژه قرار گیرد و انجام هرگونه دخل و تصرف یا اقدامی که باعث به خطر افتادن آن شود، ممنوع است.

## میراث جهانی
یونسکو سایت‌ها را با ده معیار فهرست می‌کند. هر ورودی باید حداقل یکی از معیارها را داشته باشد.
| # | نگاره                  | نام                                   | موقعیت                          | ش ثبتمعیارها | سال       | شرح | م     |
| ۱ | قلعه دختر، ۲۰۱۶        | قلعه باکو، کاخ شروان‌شاهان و قلعه دختر | باکو                            | ۹۵۸iv        | ۲۰۰۰      | قلعه باکو، بزرگ‌ترین و ممتازترین قلعه در میان قلعه‌های آبشوران می‌باشد. این قلعه، شهر قدیمی و دیوارها و قله‌های اطراف آن را دربرمی گیرد. دیوار قلعه باکو با دستور شیروانشاه منوچهر سوم احداث گشته است. در قسمت شمالی قلعه برج دیده‌بانی اصلی یا برج مربعی شکل دژ وجود دارد. قلعه باکو دارای دو در، یکی به سمت دریای خزر و دیگری به راه زمینی منتهی می‌شده است. کاخ شروان‌شاهان، بزرگ‌ترین بنای شروان‌شاهان است که شامل دیوان‌خانه، آرامگاه شیروان‌شاهان، مسجد شاه، حمام کاخ، آرامگاه سید یحیی باکوی و باقی مانده‌های مسجد «کیقباد» می‌باشد. قلعه دختر، با ۲۹٬۵ متر طول، ۱۶ متر عرض و ۶ طبقه در روزگار کهن، نیایشگاه آناهیتا بوده و زرتشتیان برای زیارت به آن‌جا می‌رفته‌اند. | [ ۳ ] |
| ۲ | پارک ملی قبوستان، ۲۰۰۵ | پارک ملی قبوستان                      | شهرستان آبشرون                  | ۱۰۷۶(iii)    | ۲۰۰۷      | پارک ملی قبوستان، منطقه‌ای تپه‌ای و کوهستانی در جنوب شرقی رشته‌کوه‌های قفقاز است که به‌طور عمده در حوضهٔ آبریز رود جیران‌کچمز، بین رودهای پیر ساعت و سومقاییت، در غرب قبوستان قرار دارد. وجود سنگ‌نگاره‌های تاریخی، آثار باستانی، گل‌افشان‌ها و گازسنگ‌ها در این منطقه سبب شد تا تحت حفاظت دولتی قرار گیرد. این سنگ‌نگاره‌ها به‌واسطهٔ کیفیت حجاری‌ها و نمایش مواردی همچون شکار، جانوران، گیاهان و سبک زندگی در دوران پیش از از تاریخ و نمایش توالی فرهنگی از آن دوران تا قرون وسطی به‌عنوان میراثی با اهمیت جهانی بسیار در نظر گرفته‌شده‌اند. | [ ۴ ] |
| ۳ | کاخ خانان شکی، ۲۰۱۹    | مرکز تاریخی شکی و کاخ خانان شکی       | شکی                             | ۱۵۴۹(ii)(v)  | ۲۰۱۹      | شکی، در شمال غربی جمهوری آذربایجان نزدیک به سرحد داغستان و گرجستان قرار گرفته است. کاخ خانان شکی، در سده ۱۸ در داخل دیوارهای قلعه بنا شد. از آثار باستانی و معماری با اهمیت جهانی می‌باشد. کاخ در سال ۱۷۹۷ میلادی به دستور محمد حسن خان و توسط معماری به‌نام هادالی زین‌العابدین شیرازی بنا گردیده است. ساختمان کاخ خانان شکی طول ۳۱٫۷ متر، عرض ۸٫۵ متر، ارتفاع ۱۰ متر و دارای دو طبقه است. ارتفاع هر طبقه نیز به ۳٫۳۵ متر می‌رسد. از سال ۱۹۵۵ الی ۱۹۶۵ میلادی بازسازی‌هایی تحت نظارت کامل در کاخ صورت گرفت. | [ ۵ ] |
| ۴ |                        | پارک ملی هیرکان                       | شهرستان لنکران و شهرستان آستارا | ۶۴۹۰(ix)     | ۲۰۱۹–۲۰۲۳ | پارک ملی هیرکان، یک قوس سبز از جنگل‌های برگ پهن برگ مخلوط برگریزان را تشکیل می‌دهد که در حدود ۸۵۰ کیلومتر در امتداد دریای خزر، از کوه‌های تالش در جمهوری آذربایجان تا کوه‌های البرز در استان گلستان ایران کشیده شده است و به صورت مشترک با ایران ثبت گردیده. این جنگل‌ها از نظر جغرافیایی از جنگل‌های کوهستانی قفقاز جدا شده و از نظر زیست جغرافیایی متمایز هستند، اما با منطقهٔ حفاظت شده دیزمار مرتبط هستند. جنگل‌های هیرکان به دلیل شرایط خاص بسیار خاص توپوگرافی و آب و هوایی، از دوره‌های یخبندان به عنوان «جنگل‌های باسابقه سوم» بسیار نادر جان سالم به در بردند و متعاقباً با تغییرات آب و هوایی پس از یخبندان سازگار شده‌اند.                                    | [ ۶ ] |
| ۵ |                        | چشم‌انداز فرهنگی مسیر کوچ مردم خینالیق | قوبا                            | ۱۶۹۶(iii)(v) | ۲۰۲۳      | این چشم‌انداز فرهنگی شامل روستای بلند کوه خینالیق در شمال آذربایجان، مراتع ییلاقی مرتفع و تراس‌های کشاورزی در رشته کوه‌های قفقاز بزرگ، مراتع زمستانی در دشت‌های پست در آذربایجان مرکزی، و تراس‌های فصلی به طول ۲۰۰ کیلومتر است. مسیری به نام کوچ یولو ("مسیر کوچ کردن"). روستای خینالیق محل زندگی مردم نیمه عشایری خینالیق است که فرهنگ و سبک زندگی آنها با مهاجرت فصلی بین مراتع ییلاقی و قشلاقی تعریف شده است و روش باستانی جابجایی عمودی در مسافت‌های طولانی را حفظ کرده‌اند. شبکه تکامل یافته ارگانیک شامل مسیرهای باستانی، مراتع موقت و مکان‌های کمپینگ، مقبره‌ها، و مساجد، یک سیستم اکو اجتماعی پایدار را نشان می‌دهد که با شرایط محیطی شدید سازگار شده است.     | [ ۷ ] |

## فهرست آزمایشی
علاوه بر سایت‌های موجود در فهرست میراث جهانی، کشورهای عضو می‌توانند فهرستی از سایت‌های آزمایشی را که ممکن است برای نامزدی در نظر بگیرند، در این فهرست قرار دهند. نامزدها در فهرست میراث جهانی تنها در صورتی پذیرفته می‌شوند که سایت قبلاً در فهرست آزمایشی قرار داشته باشد.
| # | نگاره        | نام                       | موقعیت            | ش ثبتمعیارها        | سال  | شرح | م      |
| ۱ |              | کوه باکو استیج            | باکو              | ۱۱۷۷(viii)(ix)      | ۱۹۹۸ | کوه باکو استیج، در نزدیکی شهرک بی بی-هیبت در منطقه سبایل جمهوری باکو جمهوری آذربایجان واقع شده است و توسط دولت به عنوان یک بنای تاریخی دارای اهمیت ویژه تحت فرمان دولت جمهوری آذربایجان محافظت می‌شود. این مکان غنی از ذخایر زمین‌شناسی دوره باکو و بقایای دیرینه‌شناسی است و از اهمیت بالایی برخوردار است. در ساحل دریای خزر و نزدیک به مرکز شهر باکو، چشم‌انداز وسیع خزر از این ارتفاع باعث افزایش ارزش زیبایی این کوه می‌شود. | [ ۹ ]  |
| ۲ |              | دریاچه قیر بیناگادی       | باکو              | ۱۱۷۵(viii)(ix)      | ۱۹۹۸ | دریاچهٔ قیر بیناگادی، در قلمرو منطقهٔ بینگادی شهر باکو، پایتخت جمهوری آذربایجان، شبه جزیره آبشروون واقع شده است که از تاریخ ۱۶ مارس ۱۹۸۲ تحت فرمان دولت جمهوری آذربایجان محافظت می‌شود. در نتیجهٔ مطالعات، حدود ۵۰ هزار استخوان از حیوانات مختلف در بینگادی کشف شده است. تاکنون ۴۰ گونه از پستانداران، ۱۲۰ گونه از پرندگان، ۲ گونه از خزندگان و یک نمونه از دوزیستان شناسایی شده است؛ همچنین ۱۰۷ گونه از حشرات و ۲۲ گونه از آثار گیاهان نیز کشف شده است. | [ ۱۰ ] |
| ۳ |              | گل‌فشان لوکباتان           | باکو              | ۱۱۷۶(vii)(viii)(ix) | ۱۹۹۸ | گل‌فشان لوکباتان، یک گل‌فشان در شبه‌جزیره آب‌شوران در نزدیکی شهر لوک‌باتان در قره‌داغ رایون از توابع شهر باکو، است. این گل‌فشان در سال ۱۹۷۷ میلادی و سپس در ۱۰ اکتبر ۲۰۰۱ هنگامی که شعله‌های بزرگی به بلندای ده‌ها متر تولید می‌کرد، فوران کرد. | [ ۱۱ ] |
| ۴ | مقبره قره‌باغ | مقبره‌های نخجوان           | نخجوان            | ۱۱۷۳(i)(iv)         | ۱۹۹۸ | مقبره‌های نخجوان شامل ۴ آرامگاه تاریخی است. مقبره مؤمنه خاتون، در شهر نخجوان قرار دارد که به دستور شمس‌الدین ایلدگز توسط معمار عجمی نخجوانی، برای همسرش مومنه خاتون ساخته شده است. یک مدرسه نیز در کنار مقبره ساخته شده‌بود. تصویرها و عکس‌های گرفته شده از مقبره نشان می‌دهد که مدرسه یاد شده جزو این مجتمع مذهبی و تحصیلی بوده که بعداً تخریب شده است. ساختمان مقبره، قصر آجری ده ضلعی می‌باشد که ارتفاع آن به ۲۵ متر می‌رسد. سقف مسطح، دارای گنبد کمی تیزی است. سایر مقبره‌های ثبت شده، آرامگاه گلستان، مقبره قره‌باغ، مقبره یوسف بن قیصر هستند. | [ ۱۲ ] |
| ۵ |              | آتشگاه باکو               | باکو              | ۱۱۷۲(i)(iii)        | ۱۹۹۸ | آتشگاه باکو، ساختمانی قلعه مانند در منطقهٔ سوراخانی است که از مجتمع پنجگانه‌ای تشکیل می‌شود که دارای یک حیاط است که توسط خانه‌های روحانیان زرتشتی احاطه شده است. در وسط حیاط محرابی وجود دارد که در قرن‌های ۱۷ و ۱۸ بنا شده است. این محل در سال ۱۸۸۳ هنگامی که تاسیسات نفت و گاز طبیعی در مجاورت آن تأسیس شد، به حال متروکه درآمد. آتشگاه باکو در منطقه شهرستان آبشرون قرار گرفته که بخاطر بیرون آمدن طبیعی نفت از زمین و آتش‌سوزی‌های ناشی از آن مشهور است. | [ ۱۳ ] |
| ۶ |              | اردوباد                   | نخجوان            | ۱۵۷۵(i)(iv)(v)      | ۲۰۰۱ | اردوباد، در کرانهٔ شمالی میانهٔ رود ارس و در فاصلهٔ ۹۴ کیلومتری شمال غربی از شهر تبریز قرار گرفته است. این شهر در آغاز اردوگاه سربازان مغول و پس از آن شاهان ایلخانی ایران بود و به این خاطر اردو آباد نامیده‌شد. | [ ۱۴ ] |
| ۷ |              | شوشی                      | استان قره‌باغ علیا | ۱۵۷۴(i)(iv)(v)(vi)  | ۲۰۰۱ | شوشی، مرکز شهرستان شوشای جمهوری آذربایجان است که در سال ۱۷۵۲ میلادی از سوی پناهعلی‌خان جوانشیر بنا شد. این شهر به کنسرواتوار آذربایجان مشهور است. وجود کلیسای قازانچتسوتس آمناپرگیچ مقدس این شهر را از نظر مذهبی نیز برای ارمنی‌ها دارای اهمیت ویژه‌ای ساخته است. | [ ۱۵ ] |
| ۸ | چراغ‌قلعه     | سازه‌های دفاعی ساحل کاسپین | باکو              | ۱۵۷۳                | ۲۰۰۱ | سازه‌های دفاعی ساحل کاسپین، در قسمت شمالی آذربایجان در سرزمین ساحل خزر، در اثر فوریت تاریخی، مجموعهٔ ساخت و سازهای دفاعی که دارای اهمیت نظامی، استراتژیک، تجاری و اقتصادی بودند، تأسیس شد. این مجموعه متشکل از موانع دفاعی، کاخ‌ها و برج‌های دژخیم شهر است. سازه‌های عظیمی که در چندین کیلومتر گسترش یافته و سیستم دفاعی متحدی را تشکیل می‌دهند. باریکترین گذرگاه (۱۱٫۷۵ کیلومتر) وجود دارد. این گذرگاه از آجر خام ساخته شده و توسط دو دیوار موازی که در فاصله ۲۰۰ متری از یکدیگر بودند به پایان رسید. سد دفاعی گیل گیلچای در دورهٔ قباد ساسانی (۴۸۱–۵۳۱) ساخته شد. سازه‌های ثبت‌شده چراغ‌قلعه، شابران، برج مدور مردکان، قلعه چهارگوش مردکان، قلعه نارداران، قصر باییل، دیوار پنج انگشت، سد گیلگیلچای، قلعه رامانا هستند. | [ ۱۶ ] |
| ۹ |              | خینالیق                   | شهرستان قوبا      | ۶۴۸۰ (iii)(iv)(v)   | ۲۰۲۰ | خینالیق، در شمال شرقی جمهوری آذربایجان واقع شده که پیشینه آن به دوران پادشاهی آلبانیای قفقاز بازمی‌گردد. این روستا روی کوه‌های شهرستان قوبا قرار دارد. تعداد اندکی از بومیان منطقه به زبان خینالیقی که از خانواده زبان‌های قفقاز شمال شرقی می‌باشد سخن می‌گویند. این منطقه قدمت بسیار زیادی دارد و مملو از آثار هندوها و بوداییان است و همچنین آثار بسیاری از مزدیسنا در این منطقه وجود دارد. | [ ۱۷ ] |

## واژه‌نامه
1. ↑  Gulustan Mausoleum
2. ↑  Garabaghlar Mausoleum
3. ↑  Yusif ibn Kuseyir Mausoleum
4. ↑  Beşbarmaq səddi
5. ↑  Gilgilçay səddi
6. ↑  Ramana qalası